# 莱斯沃尔赫斯夫兰克斯
莱斯沃尔赫斯夫兰克斯，是西班牙加泰罗尼亚莱里达省的一个市镇。 总面积62平方公里，总人口5143人（2001年），人口密度83人/平方公里。